# 3542 Tanjiazhen
3542 Tanjiazhen è un asteroide della fascia principale. Scoperto nel 1964, presenta un'orbita caratterizzata da un semiasse maggiore pari a 3,1690384 UA e da un'eccentricità di 0,0934130, inclinata di 8,08655° rispetto all'eclittica.